# Виетнамски златен гекон
Златният гекон (Gekko ulikovskii син. Gekko badenii) е гущер от семейство Геконови, който се среща в тропическите дъждовни гори на Виетнам.

## Особености
Мъжките са златисти на цвят, докато женските имат по скоро маслинено кафява окраска. Когато бъдат уплашени или се крият в тъмни места, мъжките гекони могат да станат тъмно златисти. Мъжките достигат до 18-20 cm дължина, а женските до 13-15 cm. Златните гекони не обичат да бъдат докосвани, те са хиперактивни животни и могат да бъдат лесно уплашени и хапят когато биват притеснени. Златните гекони имат специална структура на пръстите, както повечето гекони, която им позволява да се катерят по почти всякакви повърхности.

## Разпространение и местообитание
Златните гекони се срещат в тропическите гори на Виетнам. При отглеждане в домашни условия златния гекон има нужда от висока влажност на терариума и температура около 25-30 °C. Мъжките маркират територията си, което прави съжителството им с други гекони опасно.

## Хранене
Основното ястие на златния гекон са насекоми, като най-често в домашни условия им се предлагат щурци. Геконите имат нужда от редовно приемане на калций.

## Защитен маханизъм
Златните гекони, както повечето видове гекони, могат да откъсват опашката си когато са застрашени или хванати за нея. Когато падне, опашката започва да се гърчи с цел да отвличане на вниманието и гекона да може да се измъкне незабелязано. Съединителната тъкан около опашката е специално устроена, за да може лесно да се отделя при необходимост. След известно време опашката пораства на ново, но при Златните гекони има вероятност тя да не израстне като старата, а да бъде леко деформирана.